# Аленкар, Жозе де
Жозе Мартиниану ди Аленкар (порт. José Martiniano de Alencar; 1 мая 1829, Мессежана, Сеара — 12 декабря 1877, Рио-де-Жанейро) — бразильский писатель и политик.

## Биография

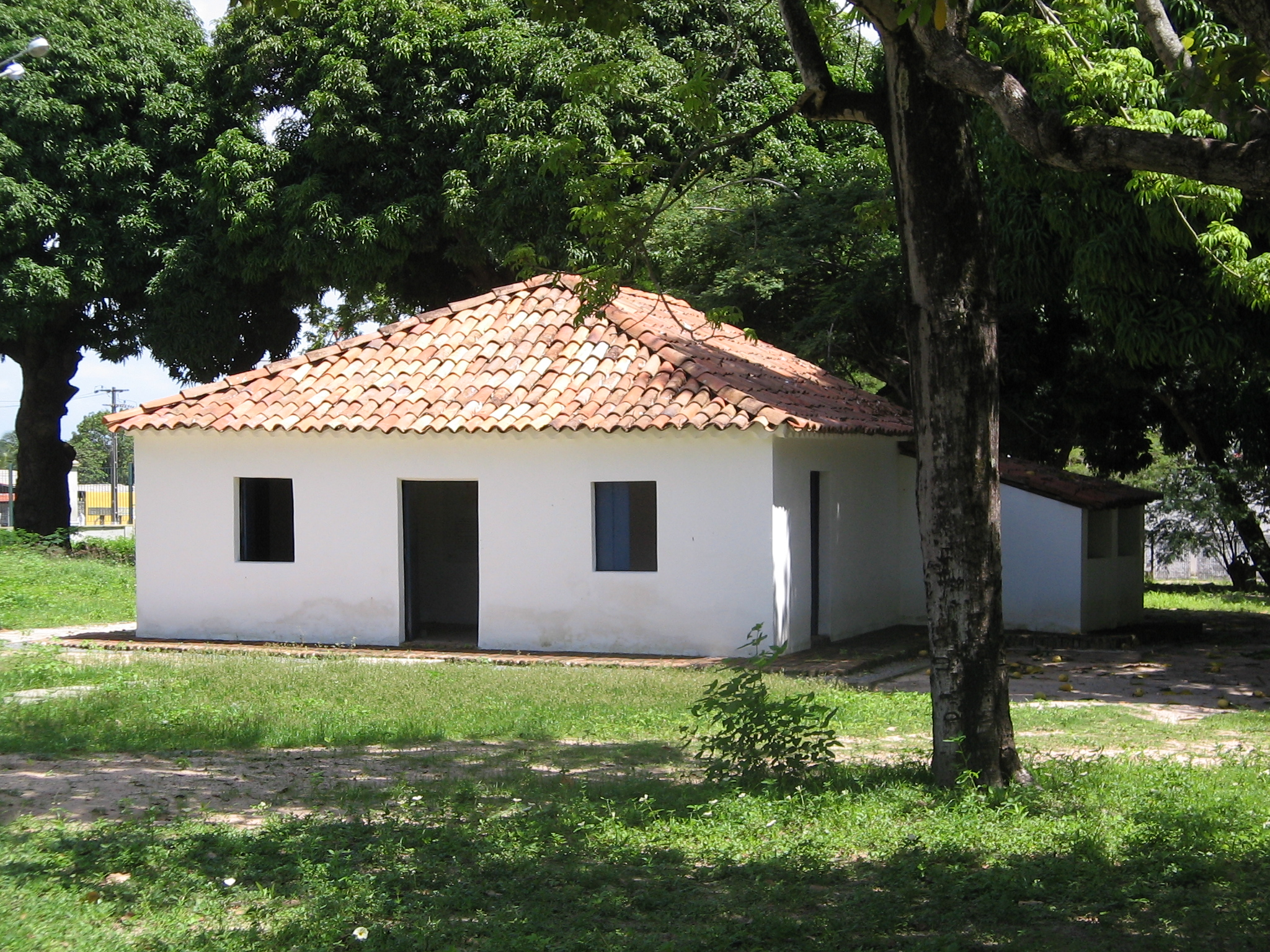
Дом, в котором родился и прожил до 1844 года Жозе де Аленкар

Жозе Мартиниану де Аленкар родился 1 мая 1829 года в городке Мессежана в штате Сеара, в богатой и влиятельной креольской семье северо-восточной Бразилии. Его отец, политик Жозе Мартиниано Перейра де Аленкар женился на своей кузине Ане-Жозефине де Аленкар. Бабкой была известная плантаторша Барбара Перейра де Аленкар, участница Пернамбуканской революции.
В 1844 году он переехал в Сан-Паолу, чтобы изучать юриспруденцию на Юридическом факультете Университета Сан-Паулу. Окончив обучение, в 1850 году он приступил к работе на юридическом поприще в Рио-де-Жанейро. По приглашению своего друга Франсиско Отавиано стал сотрудничать с газетой «Correio Mercantil». Также писал хроники для «Diário do Rio de Janeiro» и «Jornal do Commercio» под псевдонимом Ao Correr da Pena.
Преподавал право, а затем был избран депутатом. С 1868 по 1870 годы занимал пост министра юстиции, принадлежал к партии консерваторов, разочаровавшись в политической деятельности всецело посвятил себя исключительно литературе.
Жозе Мартиниану де Аленкар скончался 12 декабря 1877 в Рио-де-Жанейро.

## Творчество

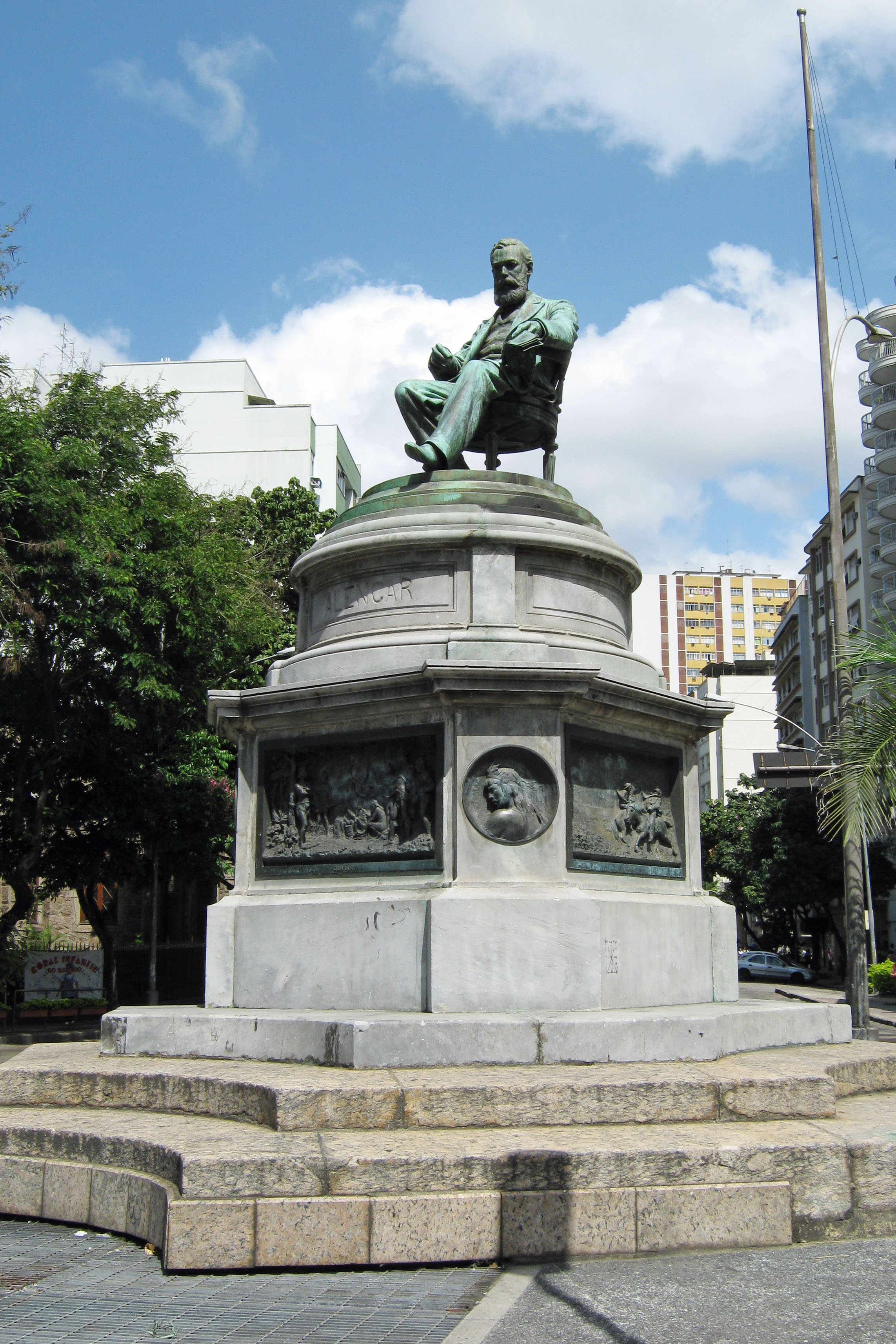
Памятник писателю на площади Жозе де Аленкара в Рио-де-Жанейро

В своих произведениях широко использовал фольклор индейцев, являясь одним из основателей так называемой «индианистской» школы благодаря своей трилогии «Гуарани» (О Guarany, 1857 — перевёден на английский и итальянский языки), «Ирасема» (Iracema, 1865) и «Убиражара» (Ubirajara, 1875). Прекрасны в них описания тропической природы, главным героем выступает индеец, что привлекло внимание публики к жизни коренного населения. 
Из других сочинений пользуются известностью романы: «Серебряные копи» (As Minas de Prata, 1862), «Ствол ипе» (O Tronco do Ipé, 1871), цикл психологических романов «Женские профили». Роман «Гаучо» (O Gaúcho, 1870) описывает современную писателю Бразилию, а «Сертанец» (O Sertanejo, 1876) посвящён жизни скотоводов. В позднейших сочинениях «Pata de Gazela», «Luciole», «Diva» Aленкар подражает французским романистам. Писал также для сцены, как драматург.
Жозе де Аленкар как выдающийся представитель бразильской литературы XIX века в иерархии Бразильской академии литературы является покровителем (патроном порт. patrono) кресла № 23, основателем (порт. fundador) которого стал Машаду де Ассис, и одним из восприемников которого был Жоржи Амаду.

### Романы
- 1856 — Пять минут[англ.] / Cinco Minutos
- 1857 — Вдовушка[порт.] / A Viuvinha
- 1857 — Гуарани[порт.] / O Guarani
- 1862 — Лусиола[порт.] / Lucíola
- 1864 — Дива[порт.] / Diva
- 1865 — Ирасема[порт.] / Iracema
- 1865—1866 — Серебряные копи / As Minas de Prata
- 1870 — Гаучо[порт.] / O Gaúcho
- 1870 — Лапа газели[порт.] / A Pata da Gazela
- 1871 — Ствол ипе[порт.] / O Tronco do Ipê
- 1871—1873 — Война бродячих торговцев[порт.] / Guerra dos Mascates
- 1871 — Тиль[порт.] / Til
- 1872 — Золотые мечты / Sonhos d’Ouro
- 1873 — Письма[порт.] / Alfarrábios
- 1874 — Убиражара[порт.] / Ubirajara
- 1875 — Сертанец / O Sertanejo
- 1875 — Сеньора[порт.] / Senhora
- 1893 — Романтика[порт.] / Encarnação

### Пьесы
- 1857 — Кредит / O Crédito
- 1857 — Verso e Reverso
- 1857 — Семейный демон / O Demônio Familiar
- 1858 — Крылья ангела / As Asas de um Anjo
- 1860 — Мать / Mãe
- 1867 — Искупление / A Expiação
- 1875 — Иезуит / O Jesuíta

### Хроники
- Ao Correr da Pena (1874)

### Автобиография
- Как и почему я романист / Como e Por Que sou Romancista (1873)

### Критика
- 1856 — Cartas sobre A Confederação dos Tamoios
- 1865—1866 — Cartas Políticas de Erasmo[3]
- 1866 — O Sistema Representativo

### Произведения Аленкара на русском языке
- Жозе де Аленкар. Гуарани / ред. Л. Бреверн, Н. Поляк. — М.: Художественная литература, 1966. — (Библиотека исторического романа).
- Жозе де Аленкар. Ирасема. Гуарани / Перевод: И. Тынянова, А. Шадрин. — М.: Художественная литература, 1989. — 463 с. с.
- Жозе де Аленкар. Ирасема. Убиражара / Перевод: И. Тынянова, Е. Любимова. — М.: Художественная литература, 1979. — 256 с. — 50 000 экз.